# Milič Blahout
Milič Blahout (Mladá Boleslav, 20 maggio 1930 – Monti Tatra, 17 novembre 1978) è stato un alpinista cecoslovacco, guida alpina dei monti Tatra di prima classe e soccorritore di montagna.

## Biografia
Milič Blahout ha scritto su vari temi riguardanti i monti Tatra, ha scritto principalmente sulla loro fauna e la sua ecologia. I suoi articoli sono stati pubblicati su numerose riviste turistiche. Nei primi anni della sua stesura bibliografica, quando lavorava a Podbańska, si occupava dei problemi sulle valanghe di neve. Il risultato di questo lavoro sono stati diversi articoli pubblicati su varie riviste, riguardanti principalmente il TANAP. Negli anni seguenti si occupò e scrisse principalmente della fauna dei monti Tatra: più di una dozzina di articoli sugli uccelli (comprese le aquile), camosci, orsi e marmotte. Ha anche scritto su argomenti tipicamente dei monti Tatra, tra cui un articolo sulla parete sud-orientale del Circular Peak. Blahout, insieme a P. Repka, è co-autore di un album fotografico album chiamato Tatra, che è stato pubblicato dopo la sua morte nel 1980.
Milič Blahout è morto il 17 novembre 1978 in un incidente automobilistico avvenuto nella zona inferiori della valle di Kežmarska.